# ام۱۱۸
ام ۱۱۸ (به انگلیسی: M118) یا مارک ۱۱۸ (به انگلیسی: Mark 118) بمب چندمنظوره سقوط آزادی است که به وسیلهٔ نیروهای نظامی ایالات متحدهٔ آمریکا به کار می‌رود. این بمب برای نخستین بار در اوائل دههٔ ۱۹۵۰ در جنگ کره به کار رفت. گرچه وزن اسمی آن ۱۳۵۰ کیلوگرم است، ولی وزن واقعی آن بسته به فیوز و نصب قطعات بیش پسار دارد و ممکن است قدری سنگین تر گردد. وزن کامل این بمب در حالت کم پسار ۱۳۸۳ کیلوگرم است که ۸۹۵ کیلوگرم از این وزن را مواد منفجره تریتونال تشکیل می‌دهد. 